# Münchner Theater für Kinder

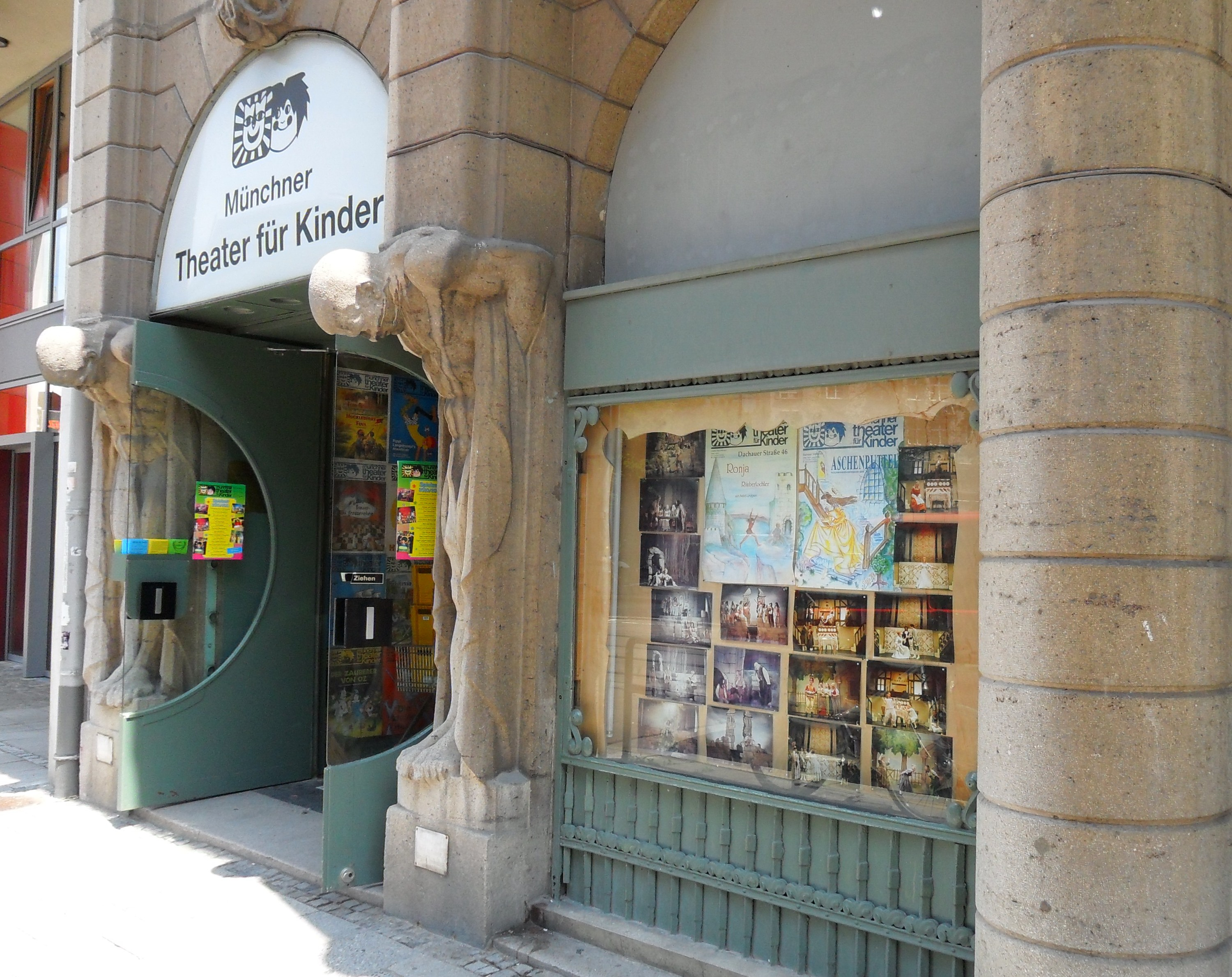
Haus in der Dachauer Straße

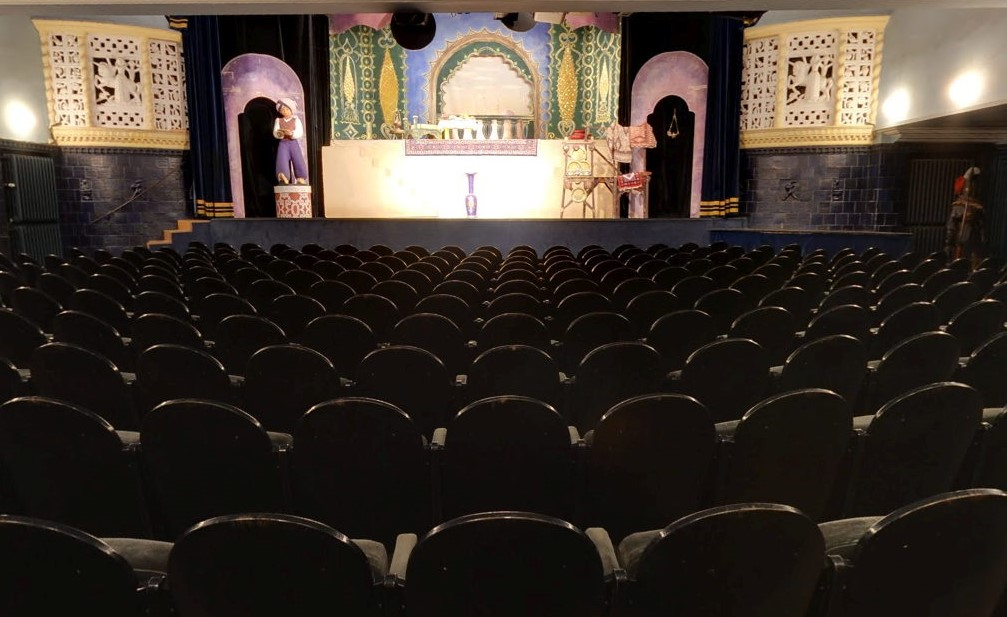
Blick auf die Bühne, Münchner Theater für Kinder

Das Münchner Theater für Kinder ist ein Theater, in dem professionelle Schauspieler Stücke für Kinder aufführen. Im Jahr 2014 wurde das ehemalige Privattheater in eine gemeinnützige GmbH umgewandelt und ein Förderverein gegründet.

## Geschichte
Das Münchner Theater für Kinder besteht seit 1967 und wurde von Heinz Redmann gegründet. In den ersten 10 Jahren gastierte das Münchner Theater für Kinder im Theater in der Münchner Leopoldstraße. Am 6. September 1977 wurde im ehemaligen Regina-Kino in der Dachauerstr. 46 das Münchner Theater für Kinder mit dem Stück Pippi Langstrumpfs Abenteuer eröffnet. Im Mai 2017 wurde mit einem Festakt das 50-jährige Theater-Jubiläum gefeiert.
Heinz Redmann verließ im Sommer 2018 das Theater. Seit der Spielzeit 2018/2019 ist der Schauspieler, Regisseur und Autor Michael Tasche der Künstlerische Leiter.

## Aufführungen

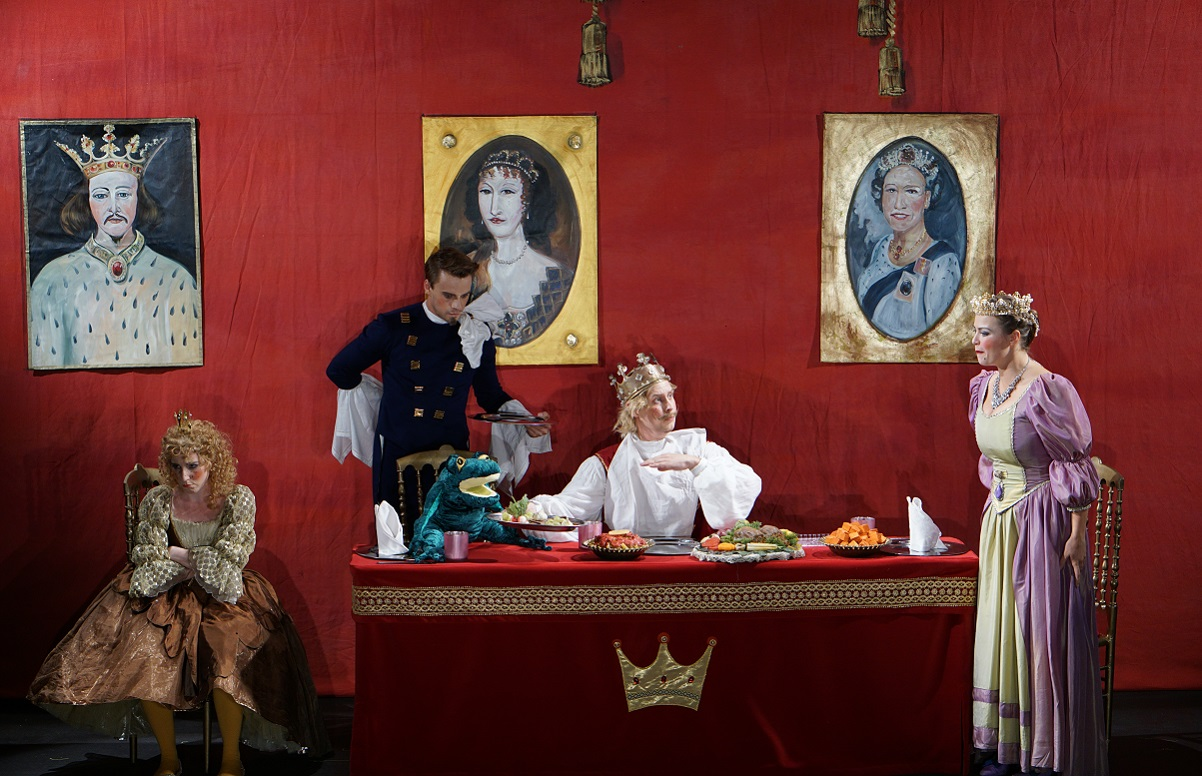
Der Froschkönig, Münchner Theater für Kinder

Auf dem Spielplan stehen unter anderem Märchen nach den Gebrüdern Grimm, Wilhelm Hauff und Hans Christian Andersens, Stücke von oder nach Vorlagen von Michael Ende, Janosch, Astrid Lindgren, Sven Nordquist und Otfried Preußler – aber auch Opern und Musicals.
In einer Spielzeit stehen bis zu 14 Stücke für Kinder ab 4 Jahren auf dem Programm. Während der Schulferien und an Wochenenden gibt es eine Vormittags- und eine Nachmittagsvorstellung mit zwei unterschiedlichen Stücken; an anderen Tagen eine Vorstellung am Nachmittag. Das Münchner Theater für Kinder hat langjährige Gastspielerfahrung, da neben den Vorstellungen in München auch in ganz Deutschland, insbesondere im süddeutschen Raum gespielt wird.

## Besonderheiten
Das Münchner Theater für Kinder spielt werkgetreue Inszenierungen mit aufwendiger Ausstattung und phantasievollem Bühnenbild.
Kinder sind eingeladen, Bilder von den Aufführungen zu malen; die Bilder werden im Foyer ausgestellt. Als besonderer Geburtstagsservice kann ein gedeckter Tisch für die Pause bestellt werden, nach der Vorstellung stehen dann Kostüme zum Nachspielen des Stückes zur Verfügung.

## Gebäude
Das Münchner Theater für Kinder hat seine Räume in der Dachauer Straße nahe dem Stiglmaierplatz im Stadtteil Maxvorstadt. Es hat Platz für 355 Besucher.

Münchner Theater für Kinder – Eingang

Das denkmalgeschützte Haus wurde 1915 bis 1917 nach Plänen von Oswald Schiller im Jugendstil errichtet. Ursprünglich war im Erdgeschoss das Regina-Kino untergebracht, das Münchens erstes Tonfilmtheater wurde. In den oberen Stockwerken befinden sich Wohnungen.
Das Erdgeschoss des viergeschossigen Gebäudes ist durch ein Gesims gegen die oberen Etagen abgegrenzt; es ist mit steinernen Atlanten geschmückt. Pilaster im Erdgeschossbereich deuten einen breiten Portikus an. Die Gebäudeenden sind in den Obergeschossen durch geschwungene Erker hervorgehoben.
Die Räume des Theaters sind mit blaugrüner Majolika geschmückt. Nebenräume des Theaters waren ursprünglich für Musiker vorgesehen, die Stummfilme begleiteten.

## Aufgeführte Stücke von 1967 bis heute

### Für Kinder ab vier Jahren
- Der gestiefelte Kater (Gebr. Grimm)
- Die Sterntaler (Gebr. Grimm)
- Frau Holle (Gebr. Grimm)
- Der Hase und der Igel (Gebr. Grimm)
- Tischlein deck` dich (Gebr. Grimm)
- Rumpelstilzchen (Gebr. Grimm)
- Brüderchen und Schwesterchen (Gebr. Grimm)
- Dornröschen (Gebr. Grimm)
- Die Erdmännchen (Gebr. Grimm)
- Das tapfere Schneiderlein (Gebr. Grimm)
- Hänsel und Gretel (Gebr. Grimm)
- Schneeweißchen und Rosenrot (Gebr. Grimm)
- Schneewittchen und die 7 Zwerge (Gebr. Grimm)
- Der Froschkönig (Gebr. Grimm)
- Rotkäppchen (Gebr. Grimm)
- Oh, wie schön ist Panama (Janosch)
- Post für den Tiger (Janosch)
- Komm, wir finden einen Schatz (Janosch)
- Ich mach Dich gesund, sagte der Bär (Janosch)
- Die Biene Maja und Ihre Abenteuer (Waldemar Bonsels)
- Peterchens Mondfahrt (Gerdt von Bassewitz)
- Der kleine König (Hedwig Munck)
- Lauras Stern (Klaus Baumgart)
- Pettersson und Findus (Sven Nordqvist)
- Pettersson feiert Weihnachten (Sven Nordqvist)
- Pettersson und Findus feiern Geburtstag (Sven Nordquist)
- Eddi, das Erdmännchen (Michael Tasche)
- Juhu, Letzter!: Die neue Olympiade der Tiere (Jens Rassmus)

### Für Kinder ab fünf Jahren
- Aschenputtel (Gebr. Grimm)
- Die Bremer Stadtmusikanten (Gebr. Grimm)
- König Drosselbart (Gebr. Grimm)
- Die Schneekönigin (Hans Christian Andersen)
- Die Kleine Meerjungfrau (Hans Christian Andersen)
- Des Kaisers neue Kleider (Hans Christian Andersen)
- Das hässliche Entlein (Hans Christian Anderson)
- Der Räuber Hotzenplotz (Otfried Preußler)
- Neues vom Räuber Hotzenplotz (Otfried Preußler)
- Der Räuber Hotzenplotz 3 (Otfried Preußler)
- Alice im Wunderland (Lewis Carroll)
- Der Struwwelpeter (Dr. Heinrich Hoffmann)
- Max und Moritz (Wilhelm Busch)
- Pinocchios Abenteuer (Carlo Collodi)
- Pinocchio – Das Musical (Carlo Collodi)
- Polaria in Afrika (Kurt Longa)
- Der kleine Muck (Wilhelm Hauff)
- Zwerg Nase (Wilhelm Hauff)
- Klaus Klettermaus und die anderen Tiere im Hackebackewald (Thorbjörn Egner)
- Pünktchen und Anton (Erich Kästner)
- Käpt`n Sharky (Silvio Neuendorf und Jutta Langreuter)
- Peter Pan (James Matthew Barrie)
- Fridolin und der große dicke Daus (Anna Adloff)
- Der Lebkuchenmann (David Wood)
- Streifchen und Streifchen (Michael Tasche)
- Nussknacker und Mäusekönig (E.T.A. Hoffmann)

### Für Kinder ab sechs Jahren
- Der Teufel mit den drei goldenen Haaren (Gebr. Grimm)
- Gullivers Sternenreise (Jiri Lechner)
- Der falsche Prinz (Wilhelm Hauff)
- Kalif Storch (Wilhelm Hauff)
- Pippi Langstrumpfs Abenteuer (Astrid Lindgren)
- Die kleine Hexe (Otfried Preußler)
- Das kleine Gespenst (Otfried Preußler)
- Kikerikiste (Paul Maar)
- Till Eulenspiegels lustige Streiche (Andy Kessler)
- Kater Felix vor Gericht (Bruno Hampel und Ernst Brandner)
- Der Floh ist weg (Horst Jüssen)
- Ali Baba und die 40 Räuber (1001 Nacht)
- Der fliegende Teppich (1001 Nacht)
- Sindbad, der Seefahrer (1001 Nacht)
- Aladin und die Wunderlampe (1001 Nacht)
- Die Schöne und das Biest (Madame Leprince de Beaumont)
- Das Traumfresserchen (Michael Ende)
- Der Zauberer von Oz (L. Frank Baum)
- Das Dschungelbuch (Rudyard Kipling)
- Der kleine Vampir (Angela Sommer-Bodenburg)
- Wir (Hannelore Stadler)

### Für Kinder ab sieben Jahren
- Jim Knopf und Lukas der Lokomotivführer (Michael Ende)
- Der Freischütz und der Teufel (Carl Maria von Weber)
- Ronja Räubertochter (Astrid Lindgren)
- Mio, mein Mio (Astrid Lindgren)
- Eine kleine Zauberflöte (Wolfgang Amadeus Mozart)
- Die Abenteuer des Tom Sawyer und Huckleberry Finn (Mark Twain)
- Der kleine Lord (Frances Hodgson Burnett)

### Für Kinder ab acht Jahren
- Das Gespenst von Canterville (Oscar Wilde)
- Die Reise um die Welt in 80 Tagen (Jules Verne)
- Armer Ritter (Peter Hacks)
- Die Entführung aus dem Palast (Wolfgang Amadeus Mozart)
- Rasmus, Pontus und der Schwertschlucker (Astrid Lindgren)
- Rasmus, und der Landstreicher (Astrid Lindgren)
- Meisterdetektiv Kalle Blomquist (Astrid Lindgren)
- Kladderadatsch (Heinz Wunderlich)
- Die vier vom Kuddelmuddelplatz (Heinz Wunderlich)
- Emil und die Detektive (Erich Kästner)
- Der Ring der Nibelungen (Richard Wagner)
- Mozarts Leben (Jochen Streicher)
- Gespenster greifen ein (Camilla Gripe)
- Die verzauberten Brüder (Jewgenij Schwarz)
- Die Schatzinsel (Robert Louis Stevenson)
- Regina fliegt um die Welt (Bruno Hampel und Ernst Brandner)
- Robi, Robi, Robinson (Daniel Defoe)
- Robin Hood (Ellen Baier)
- Zar und Zimmermann (Albert Lortzing)

### Für Kinder ab 14 Jahren
- Leonce und Lena (Georg Büchner)
- Die Räuber (Friedrich Schiller)
- Frühlings Erwachen (Frank Wedekind)
- Ein Sommernachtstraum (William Shakespeare)
- Romeo und Julia (William Shakespeare)
- Kasimir und Karoline (Ödön von Horvath)
- Odyssee (Homer)
- Wehe dem, der lügt (Franz Grillparzer)
- Wer hat Angst vor Virginia Woolf (Edward Albee)
- Die weiße Rose (Jutta Richter)
- Das Tagebuch der Anne Frank (Frances Goodrich und Albert Hackett)
- Peterchens Albtraum (Michael Tasche)